# Parafia Narodzenia Najświętszej Maryi Panny w Glaznotach
Parafia Narodzenia Najświętszej Maryi Panny w Glaznotach – parafia rzymskokatolicka znajdująca się w archidiecezji warmińskiej, w dekanacie Grunwald. 
- Józef Spisak (1986–2020)[2]
- Adam Steć (2020-)[3]